# Leptogaster albimana
Leptogaster albimana là một loài ruồi trong họ Asilidae. Leptogaster albimana được Walker miêu tả năm 1858.